# Zambisk kwacha
Zambisk kwacha (ZK - Zambian kwacha) är den valuta som används i Zambia i Afrika. Valutakoden var ZMK fram till den 1 januari 2013 då den ändrades till ZMW. 1 kwacha = 100 ngwee.
Valutan infördes 1968 och ersatte det tidigare zambiska pundet och har fått sitt namn från bantuspråket chichewas ord kwacha för "gryning" och ngwee för "ljus".
2003 blev Zambia det första afrikanska landet som gav ut sedlar i plastmaterial då både 500-kwacha- och 1000-kwachasedlarna trycktes på plast.

## Användning
Valutan ges ut av Bank of Zambia - BoZ som grundades 1964 och ersatte den tidigare Southern Rhodesia Currency Board och har huvudkontoret i Lusaka.

## Valörer
- mynt: 1, 5 och 10 Kwacha
- underenhet: 25 och 50 ngwee
- sedlar: 20, 50, 100, 500, 1000, 5000, 10.000, 20.000 och 50.000 ZMW